# Agricultural Bank of China
Agricultural Bank of China Limited (ABC) (Förenklade kinesiska tecken: 中国农业银行, traditionella kinesiska tecken: 中國農業銀行, pinyin: Zhōngguó Nóngyè Yínháng), är en kinesisk bankkoncern och rankas år 2017 som världens sjätte största publika bolag och den tredje största banken i Kina med tillgångar på nästan ¥14,6 biljoner.